# قصف ماينيلا

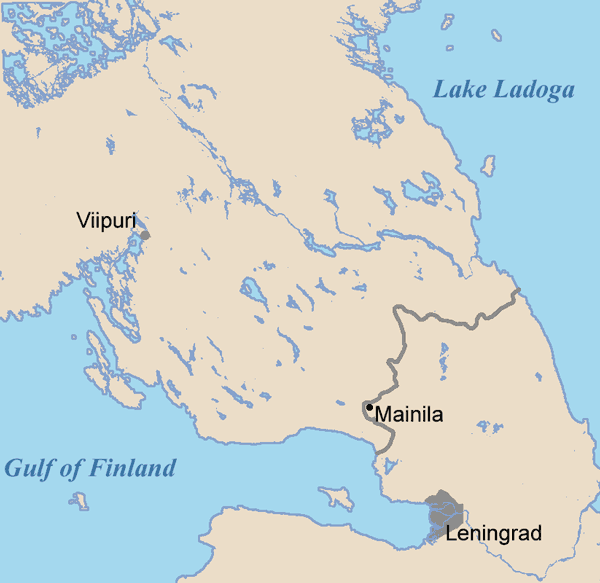
موقع ماينيلا على البرزخ الكاريلي (وفقا لحدود ما قبل التوقيع على معاهدة سلام موسكو).

قصف ماينيلا (بالفنلندية: Mainilan laukaukset) حادث عسكري وقع يوم 26 نوفمبر 1939 ، حيث قام الجيش الأحمر السوفياتي بقصف قرية ماينيلا الروسية (تقع بالقرب من بيلوستروف) ، و أعلنوا بأن الأراضي الفنلندية كانت مصدر النيران عبر الحدود القريبة مدعين وقوع خسائر بشرية. نال الاتحاد السوفياتي دفعة دعائية كبيرة ومبرراً لشن حرب الشتاء بعد ذلك بأربعة أيام.

## الخلفية
كان الاتحاد السوفياتي قد وقع معاهدات عدم اعتداء دولية متبادلة مع فنلندا: معاهدة تارتو لعام 1920 ، و وقع اتفاق عدم الاعتداء بين فنلندا والاتحاد السوفيتي في عام 1932 ، ومرة أخرى في عام 1934 ، فضلاً عن ميثاق عصبة الأمم. حاولت الحكومة السوفياتية الالتزام بتقليد القانون، فاحتاجت مبرراً لشن الحرب. في وقت سابق من العام نفسه، افتعلت ألمانيا النازية حادثة غلايفيتس المماثلة لتوليد للحصول على ذريعة للانسحاب من معاهدة عدم الاعتداء مع بولندا.

## الحادث
أطلقت سبع قذائف ورصدت ثلاثة مراكز مراقبة فنلندية سقوطها. وقدّر هؤلاء الشهود أن القذائف انفجرت على بعد نحو 800 متر (2600 قدم) داخل الأراضي السوفيتية. اقترحت فنلندا إجراء تحقيق محايد في الحادث، لكن الاتحاد السوفيتي رفض وقطع العلاقات الدبلوماسية مع فنلندا في 29 نوفمبر. 
تُظهر المواد الموجودة في المحفوظات الخاصة لزعيم الحزب السوفيتي أندريه جدانوف أن الحادث كان مدبرًا لجعل فنلندا تظهر بصورة المعتدي وشن هجوم عليها. نفى الجانب الفنلندي مسؤوليته عن الهجمات وقال إن المدفعية السوفيتية هي مصدرها - في الواقع، تظهر اليوميات الحربية لبطاريات المدفعية الفنلندية القريبة أن ماينيلا كانت خارج نطاق المدفعيات كلها، حيث كانت قد سُحبت لمنع حصول حوادث كهذه.
ثم انسحب الاتحاد السوفيتي من معاهدة عدم الاعتداء مع فنلندا، وفي 30 نوفمبر 1939 شن أول هجمات حرب الشتاء.

## التبعات
كتب جون غانثر في ديسمبر 1939 أن الحادث «كان أخرقًا ومن الواضح أنه ملفق مثل جميع هذه الحوادث منذ حادثة موكدين في عام 1931». أجرى الفنلنديون تحقيقًا فوريًا خلص إلى أنه لم يكن بإمكان المدفعية أو قذائف الهاون الفنلندية الوصول إلى قرية ماينيلا. وأمر مارشال فنلندا سي جي إي مانرهايم بسحب جميع الأسلحة الفنلندية خارج نطاق النيران. وشهد حرس الحدود الفنلنديون أنهم سمعوا صوت نيران المدفعية من الجانب السوفيتي من الحدود.
حلل المؤرخ الروسي بافيل أبتكار الوثائق العسكرية السوفيتية التي رفعت السرية عنها، ووجد أن التقارير اليومية من القوات في المنطقة لم تبلغ عن أي خسائر في الأفراد خلال الفترة الزمنية المعنية، ما دفعه إلى استنتاج أن قصف القوات السوفيتية كان مفبركًا. 
كتب رئيس الوزراء السوفيتي نيكيتا خروتشوف في مذكراته عام 1970 أن قصف ماينيلا جرى من خلال مدفعية المارشال غريغوري كوليك. وفي عام 1994، شجب الرئيس الروسي بوريس يلتسين حرب الشتاء، وأقر أنها كانت حربًا عدوانية.

## قصف ماينيلا الفعلي
خلال حرب الاستمرار، وصلت الفرقة 18 من الجيش الفنلندي إلى رايايوكي في 31 أغسطس 1941، وبدأت الاستعدادات للاستيلاء على قرية ماينيلا. اعترف قائد الفرقة الكولونيل باياري بقيمة الدعاية ورتب لضربة مدفعية على القرية ليشهدها أفراد الكاميرا الحربية، وأخذت القرية بعد ذلك بيومين. في تقريره إلى المقر الرئيسي في ميكيلي، ذكر باياري أنه «في 31 أغسطس 1941، قصفت الفرقة 18 ماينيلا». 